# عروس إسطنبول
عروس إسطنبول (بالتركية: İstanbullu Gelin)‏ مسلسل تركي درامي أنتج عام 2017 من قبل Cengiz Çağatay وإخراج زينب غوناي تان.

## القصة
يقع «فاروق» و«ثريا» في الحب في أحد بقاع إسطنبول، وتزوجا وانتقلا إلى منزل عائلة فاروق في بورصة. تحاول ثريا دائمًا كسب عواطف حماتها التقليدية، التي لم تترك جدران قصرها أبدًا، وتدير أسرتها بقواعدها الخاصة، ومن ناحية أخرى، يبدأ ماضي فاروق بملاحقته.

## روابط خارجية
- عروس إسطنبول على موقع IMDb (الإنجليزية)
- عروس إسطنبول على موقع كينوبويسك (الروسية)
- عروس إسطنبول على موقع قاعدة بيانات الفيلم (الإنجليزية)